# Alvin Olin King
Alvin Olin King, né le 21 juin 1890 et mort le 21 février 1958, a été gouverneur de la Louisiane démocrate du 25 janvier 1932 au 10 mai 1932. 